# Herz und Faust und Zwinkerzwinker
Herz und Faust und Zwinkerzwinker ist ein Rapsong, den Jan Böhmermann im Jahr 2019 unter dem Pseudonym POL1Z1STENS0HN veröffentlichte. Das zum Song gehörende Musikvideo wurde am 19. September 2019 in der Sendung Neo Magazin Royale auf ZDFneo gezeigt.

## Musikvideo
In dem Rapsong nimmt sich Böhmermann sich selbst und seine Wahrnehmung in der Öffentlichkeit vor. Die Handlung des Musikvideos verläuft in einer fiktiven Kunstausstellung, die von Mitarbeitern der bildundtonfabrik erstellt wurde. Im Video werden Porträts des FPÖ-Vorsitzenden Herbert Kickl, von Hans-Georg Maaßen und des AfD-Brandenburg-Vorsitzenden Andreas Kalbitz gezeigt, die jeweils Porträts von Adolf Hitler nachempfunden wurden. Außerdem wird der FPÖ-Vize Heinz-Christian Strache als mit rotweißer Badehose bekleidete Statue porträtiert, die in ihre Bestandteile zusammenfällt. Im Musikvideo werden Ausschnitte aus dem Video der Ibiza-Affäre von Heinz-Christian Strache eingeblendet. Die Talkmaster Sandra Maischberger und Frank Plasberg werden zusammen mit dem Buch Mit Rechten reden im Musikvideo präsentiert. Außerdem werden Zitate anderer aus den klassischen und sozialen Medien über Böhmermann wie „Das ist keine Satire“ und „Böhmermann nervt!“ im Video eingeblendet.

## Rezeption
- Tim Theobald von Horizont.net meint, das neueste Gangsta-Rap-Video strotze „nur so vor Anspielungen ans aktuelle politische Geschehen und die Popkultur“ und sei „eine extrem unterhaltsame Retrospektive des satirischen Schaffens von Böhmermann“.[7]
- Laut Carsten Heidböhmer von stern.de enthalte das Musikvideo „zahlreiche versteckte Botschaften“ und reflektiere Böhmermanns „Rolle als öffentliche Person und die Reaktionen, die er provoziert - in den klassischen wie in den sozialen Medien“. Böhmermann werfe Talkmastern vor, in ihren Sendungen „Menschen mit rechtsextremem Gedankengut zu Wort kommen zu lassen“ und dadurch „gesellschaftsfähig“ zu machen.[3]
- Dominik Göttker von derwesten.de hält das Lied für „eine Abrechnung mit den Medien und der Politik“.[8]
- 16bars schreibt, „man habe beim Hören … das Gefühl, dass hier tatsächlich Jan Böhmermann einen Rapsong über sein Schaffen geschrieben habe.“[9]
- Jesse Schumacher von hiphop.de merkt an, dass Böhmermann „die Presse durch den Ironie-Fleischwolf“ ziehe, die oft spekuliere, er halte „bei jedem verrückten Ereignis die Fäden in den Händen“.[10]
- Der Standard über das Musikvideo: „An Österreich-Anspielungen hat der Comedian nicht gespart: So zeigt er den ehemaligen Innenminister und FPÖ-Listenzweiten Herbert Kickl in brauner Uniform mit roter Schleife, während Böhmermann davon singt, "Rechten linken Haken" zu geben.“[11]
- FPÖ-Generalsekretär Harald Vilimsky riet Böhmermann in einer Reaktion zu einer medizinischen Behandlung.[12]
- Das Lied platzierte sich am 20. September 2019 als Neueinsteiger auf Platz 38 der deutschen iTunes-Charts und war insgesamt 5 Tage in den iTunes-Charts.[13]